# Sainte-Croix-Vallée-Française
Sainte-Croix-Vallée-Française (okzitanisch Senta Crotz de Valfrancesca) ist eine französische Gemeinde mit 305 Einwohnern (Stand 1. Januar 2022)  im Département Lozère in der Region Okzitanien.

## Geografie
Sainte-Croix-Vallée-Française ist ein Bergdorf am Südrand der Cevennen. Es liegt auf einem Höhenrücken zwischen Florac und Saint-Jean-du-Gard am Ufer des Flusses Gardon de Sainte-Croix.

## Bevölkerungsentwicklung

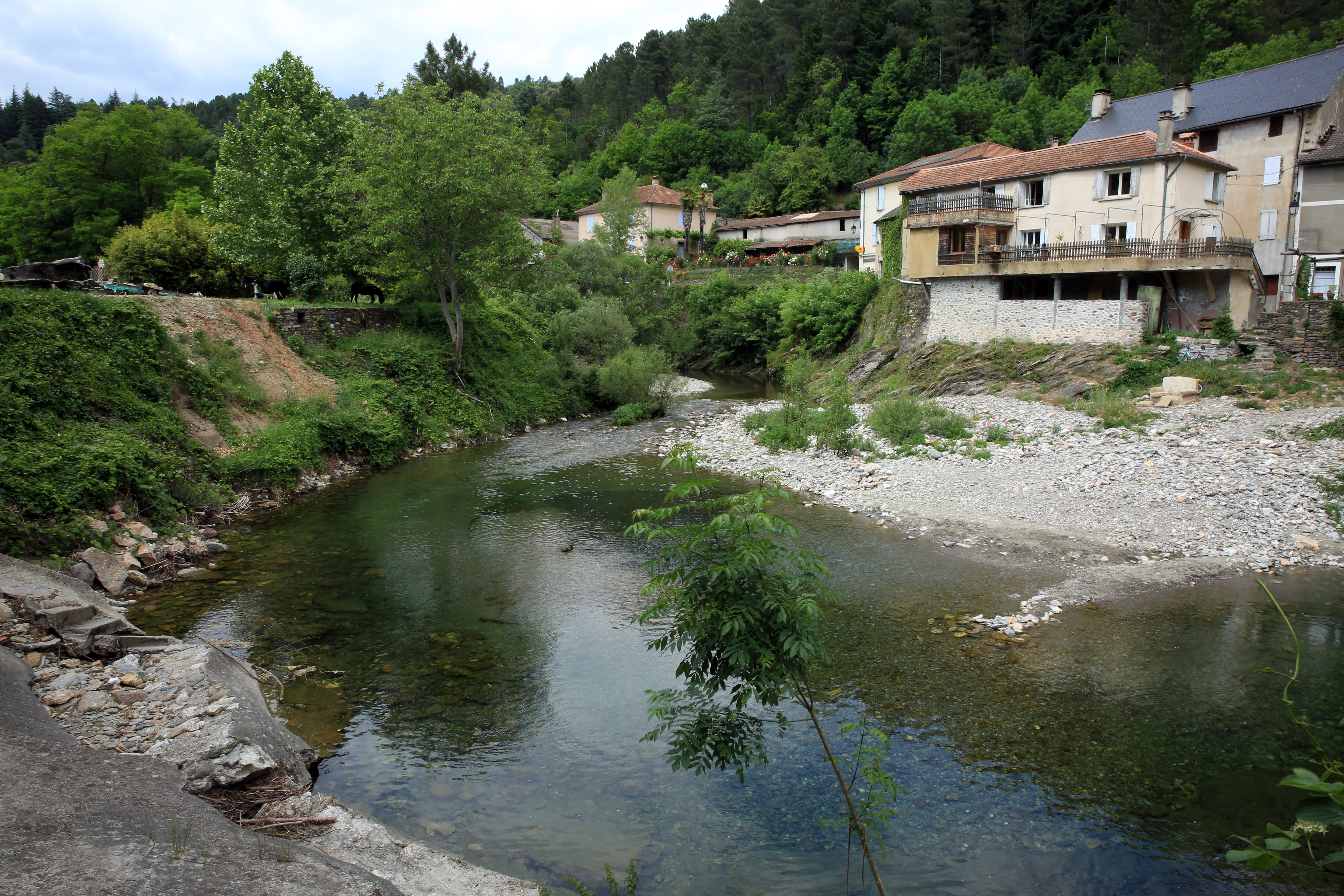
Der Fluss Gardon de Sainte-Croix in Sainte-Croix-Vallée-Française

| Jahr      | 1962 | 1968 | 1975 | 1982 | 1990 | 1999 | 2011 | 2018 |
| Einwohner | 251  | 277  | 299  | 307  | 312  | 279  | 327  | 272  |